# Raymond Townsend
Pour les articles homonymes, voir Townsend.
Raymond Anthony Townsend, né le 20 décembre 1955 à San José, est un joueur de basket-ball américain.

## Palmarès
- champion NCAA 1975